# Anna Claypoole Peale
Anna Claypoole Peale, née le 6 mars 1791 à Philadelphie et morte le 25 décembre 1878 dans la même ville, est une miniaturiste américaine.

## Biographie
Anna Claypoole Peale est née le 6 mars 1791 à Philadelphie.
Fille de James Peale, un peintre, et de Mary Chambers Claypoole, elle est formée par son père.
Elle s'est mariée d'abord avec le révérend William Staughton, puis avec le général William Duncan. Elle est enterrée dans le cimetière de Woodlands à Philadelphie.